# Panfilov (distrikt)
Panfilovskij Rajon (ryska: Панфиловский Район) är ett distrikt i Kirgizistan.   Det ligger i oblastet Tjüj Oblusu, i den nordvästra delen av landet, 70 km väster om huvudstaden Bisjkek.